# Bloc d'Esquerra d'Alliberament Nacional
El Bloc d'Esquerra d'Alliberament Nacional (BEAN) fou una coalició política creada l'any 1979 entre un grup d'independentistes encapçalats per en Lluís Maria Xirinacs i Fèlix Cucurull, que més endavant es van convertir en l'Assemblea d'Independents de Catalunya (AIC); el Partit Socialista d'Alliberament Nacional (PSAN) i el Bloc Català de Treballadors (BCT) que es definia com a "marxista revolucionari".
El BEAN es definia com a organització nacionalista d'esquerres (marxista) convivint en el seu interior federalistes, confederalistes i independentistes i el seu objectiu era aconseguir el dret d'autodeterminació de Catalunya. La seva ideologia era socialista i es definia com a part de la nova esquerra europea, fora dels clixés o marques com a marxistes leninistes, trotskistas, maoistes, etc. Mantenia relacions a Espanya amb Euskadiko Ezkerra al País Basc, però posteriorment es va apropar a Herri Batasuna. A Galícia mantenia relacions amb el BNPG. Com a òrgans d'opinió fins a la fi de 1981 es va imprimir el mensual Temps de Tempesta, òrgan del BCT.

## Història

### Eleccions de 1979
La candidatura de Lluís Maria Xirinacs per les eleccions generals de 1979 en nom del BEAN per la província de Barcelona va obtenir 50.000 vots, sent la primera força extraparlamentària a Catalunya al Congrés dels Diputats, mentre que al País Valencià arribà a prop dels 10.000 vots. Al seu programa electoral es reivindicaven quatre punts programàtics de la dissolta Assemblea de Catalunya.
Alguns dels seus representants foren: Lluís Maria Xirinacs per la circumscripció electoral de Barcelona, Maria Mercè Marçal per la de Lleida o Josep Guia per la de València.
A les municipals de 1979, a les quals va concórrer coma Bloc d'Esquerra Catalana (BEC), les coses no van ser millor malgrat aconseguir un nombre reduït de 19 regidors (3 a Malgrat, un a Sant Boi del Llobregat, Calella, Manresa i Pont de Molins) i dues alcaldia (Arbúcies i Sant Pere de Ribes). A Barcelona ciutat retiraren la candidatura i recomanaren el vot al PSC i al PSUC.

### Partit polític
Posteriorment el PSAN va deixar la coalició, i el BEAN va convertir-se en partit polític.
Davant la creació de la llavors nova formació política Nacionalistes d'Esquerra, es va crear un manifest per la presentació conjunta d'aquesta amb el BEAN a les eleccions al Parlament de Catalunya de l'any 1980, incloent la publicació de llistes d'adhesions al diari Avui. Tot i que el mateix Xirinacs va signar el manifest i que el BEAN va proposar infructuosament d'anar en coalició amb Nacionalistes d'Esquerra repartint-se els dos primers llocs de la llista per Barcelona, les dues formacions polítiques es van presentar per separat, fent-ho el BEAN sota el nom de BEAN-Unitat Popular i incorporant el Partit Feminista i el Partit Obrer d'Unificació Marxista. El fet que cap de les dues obtingués cap representació al Parlament de Catalunya provocà que el BEAN s'autodissolgués el 1982.

## Resultats electorals
- Eleccions generals espanyoles de 1979: 56.575 vots (2,12%)[6]
- Eleccions al Parlament de Catalunya de 1980: 14.077 vots (0,52%)